# En Esur
Koordinaten: 32° 28′ 44″ N, 35° 1′ 10″ O
ʿEin Esur (hebräisch עֵין אֵסוּר ʿEjn Esūr, arabisch عين الأساور, DMG ʿAyn Asāwir) bezeichnet eine Ausgrabungsstätte im Wadi ʿAra im nördlichen Israel sowie die dort entdeckte ehemalige Siedlung aus der Frühen Bronzezeit der Region Kanaan. Diese ist etwa 5.000 Jahre alt, 0,65 Quadratkilometer groß und wurde schätzungsweise von 5.000 bis 6.000 Menschen bewohnt. Zusätzlich fand man unterhalb dieser Siedlung Hinweise auf eine noch 2.000 Jahre ältere Siedlung aus der Kupferzeit. Hier gibt es Anzeichen für früheste Urbanisierungsprozesse.

## Ausgrabungsstätte
Die Ausgrabungsstätte liegt bei Charisch im Regionalverband Menascheh, Bezirk Haifa, etwa auf halbem Weg von Tel Aviv-Jaffa nach Haifa, zehn Kilometer nördlich Chaderahs nahe dem Verlauf der historischen Handelsroute Via Maris, in diesem Abschnitt heute klassifiziert als Kvisch . Da sie durch kleinere Grabungen seit den 1960er-Jahren bekannt ist, wurde im Vorfeld von Straßenbauarbeiten 2017 startete die Israelische Altertümerbehörde eine umfassende Rettungsgrabung unter der Leitung von Jitzchaq Paz, Dina Schalem und Itai Elʿad, finanziert von der staatlichen Infrastrukturbaugesellschaft Netivei Jisraʾel. 
En Esur ist die größte Grabungsstätte in der Geschichte Israels. Erste Ergebnisse wurden 2019 vorgestellt.

## Bedeutung der Funde
Die ersten städtischen Strukturen reichen bis in die frühe Kupfersteinzeit vor ca. 7.000 Jahren zurück. Vor 5.300 Jahren wuchs die Stadt stark an und hatte vor 5.100 Jahren mit 5.000 bis 6.000 Bewohnern ihre maximale Größe. Bei der mit 25 Meter Länge größten Struktur handelte es sich vermutlich um einen Tempel, wovon 7.000 Jahre alte, menschenähnliche Figuren und Siegelabdrucke zeugen. Es wurden Befestigungsanlagen, Silos sowie ein Friedhof entdeckt. Für die damalige Zeit war das Ausmaß der Siedlung außergewöhnlich groß, zehnmal so groß wie Jericho. Deshalb sprachen die Entdecker von einem „frühbronzezeitlichen New York“. Keramikscherben belegen einen Handel bis in das 120 Kilometer entfernte Jordantal und Ägypten. Hinweise auf eine Schriftkultur wurden nicht gefunden. Die Siedlung wuchs vor ca. 5.300 Jahren stark an, ehe sie um 3050 v. Chr. aufgegeben wurde, was den guten Erhaltungszustand erklärt.